# Kazbek (hegy)
Kazbek (grúz nyelven: მყინვარწვერი, Mkinvarcveri, oszét nyelven: Сана, Sæna, csecsen nyelven: Башлам, Bashlam, orosz írással: Казбек) egy alvó tűzhányó, a Kaukázus egyik legnagyobb hegye Grúzia és az oroszországi Észak-Oszétia-Alania határán.
A Kazbek 5054 méteres magasságával Grúzia harmadik legmagasabb csúcsa (a Skara hegy és a Janga után), egyben a Kaukázus hegység hetedik legmagasabb csúcsa. A Kazbek a Kaukázus második legmagasabb vulkáni csúcsa az Elbrusz után. A csúcs közvetlenül a Sztepancminda településtől nyugatra fekszik.

## Leírása
A Kazbek Khokh tartományban található hegyvidék, amely a Nagy-Kaukázus központjától északra fut, az Ardon és a Tyerek folyó szurdokjai vágják át. Keleti lábánál fut az egykori grúz hadi út, mely a Darjal-szorosnál 2378 méter. A régió rendkívül aktív tektonikailag, rendszeres időközönként számos apró földrengéssel. Egy aktív geotermikus/meleg forrásrendszer is körülveszi a hegyet. A Kazbek egy potenciálisan aktív vulkán, amely trachytékből épül fel lávával burkolva, és dupla kúp alakú, amelynek alapja 1770 méter magasságban fekszik. A Kazbek a Kazbegi vulkanikus csoport vulkáni kúpjainak legmagasabb pontja, amely magában foglalja a Khabarjina hegyet (3142 méter).
A lejtők meredeksége miatt a Kazbek gleccserei nem túl nagyok. A Kazbek gleccsereinek összterülete 135 km². A legismertebb gleccser a Dyevdorak (Devdaraki), amely az északkeleti lejtőn egy azonos nevű szurdokra csúszik, elérve a 2295 métert. 
A Kazbek gleccserei közé tartoznak még: Mna, Denkara, Gergeti, Abano és a Chata.

## Kazbegi természetvédelmi terület
A Kazbek hegy területét 1979-ben a szovjet kormány természetvédelmi területnek nyilvánította. A terület bükkösöket, alpesi erdőket és alpesi réteket is magába foglal. Az itt élő növények és állatok közül sok a kaukázusi régióban endemikus.

## Galéria

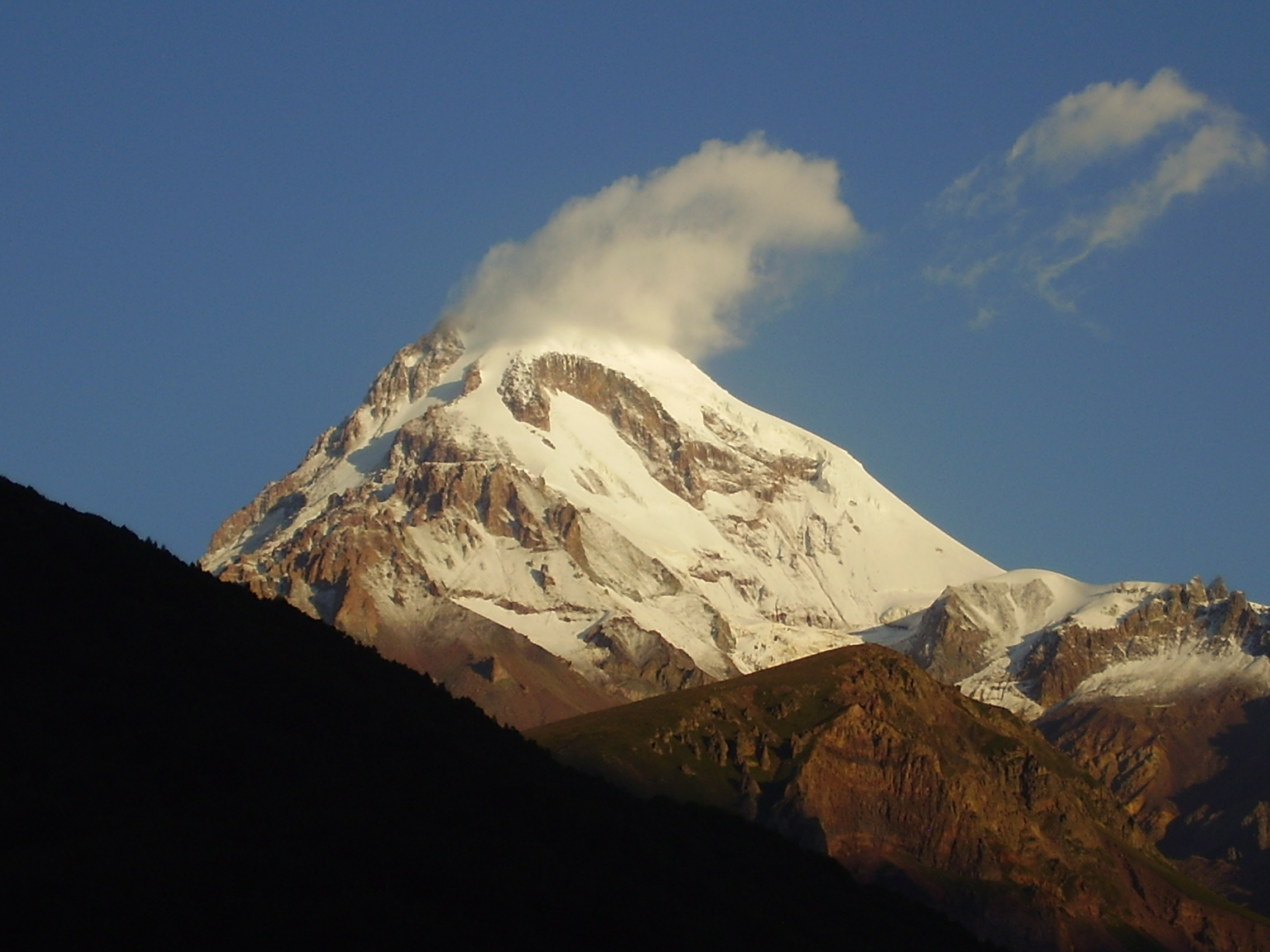
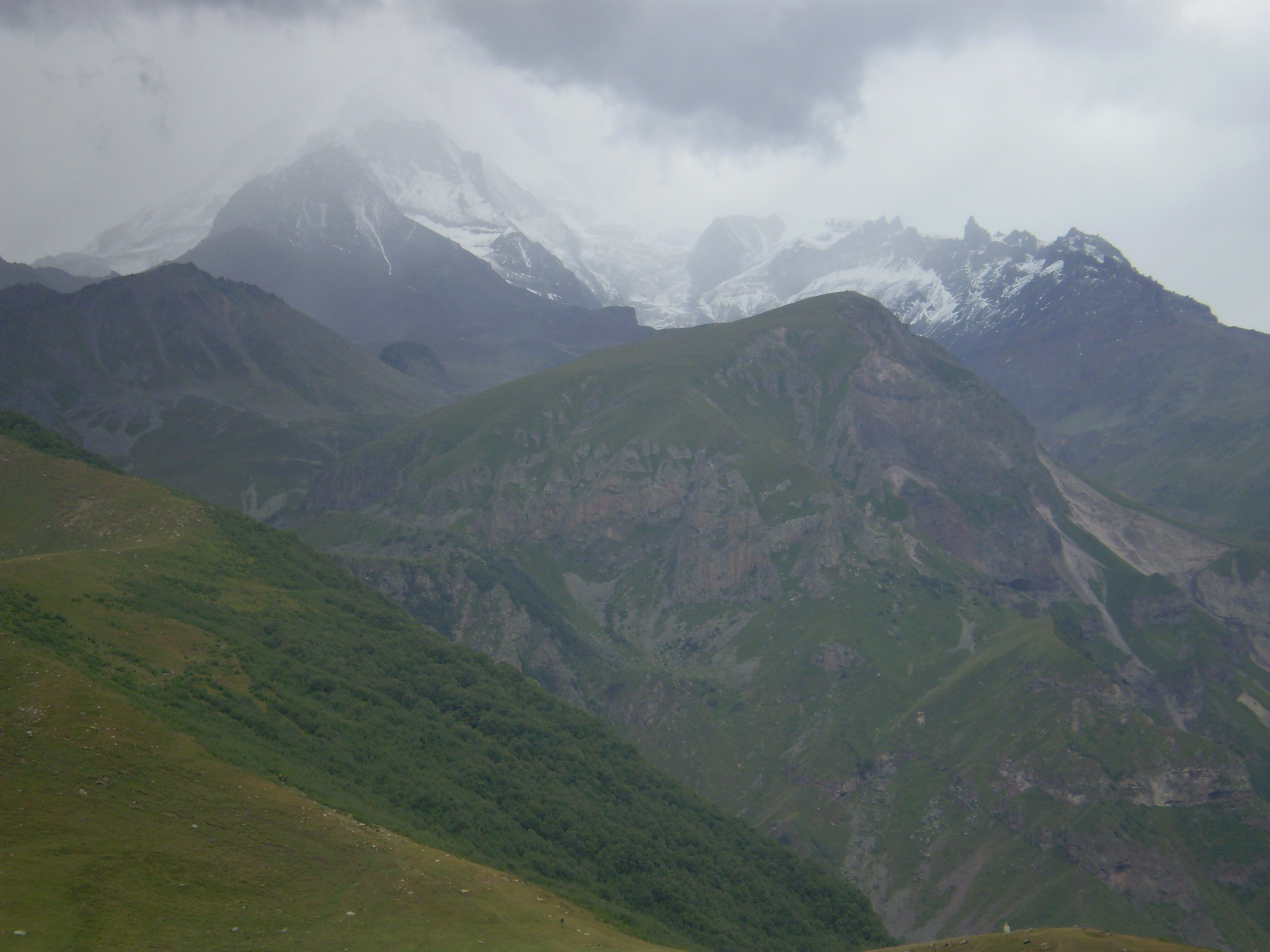
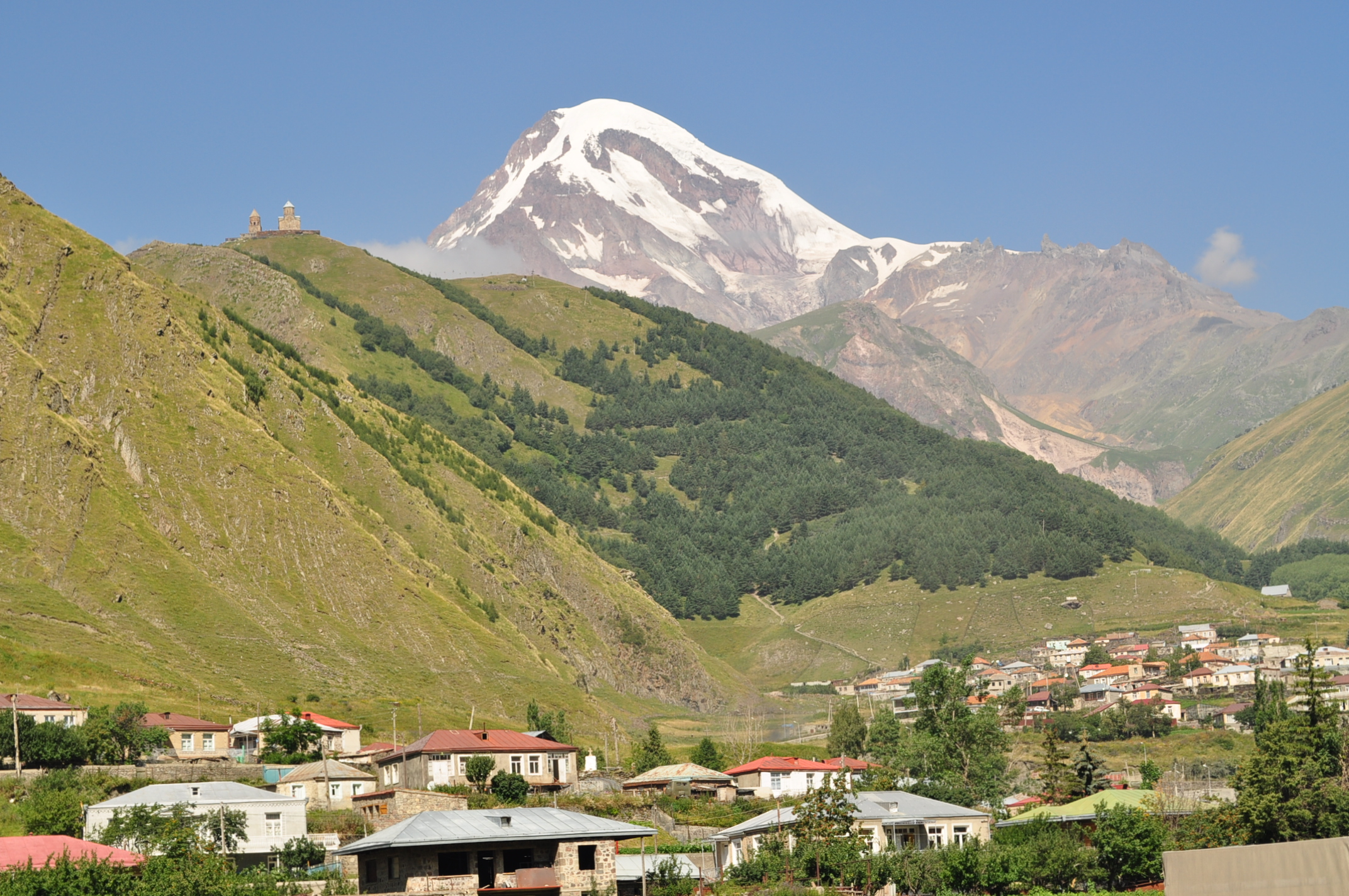
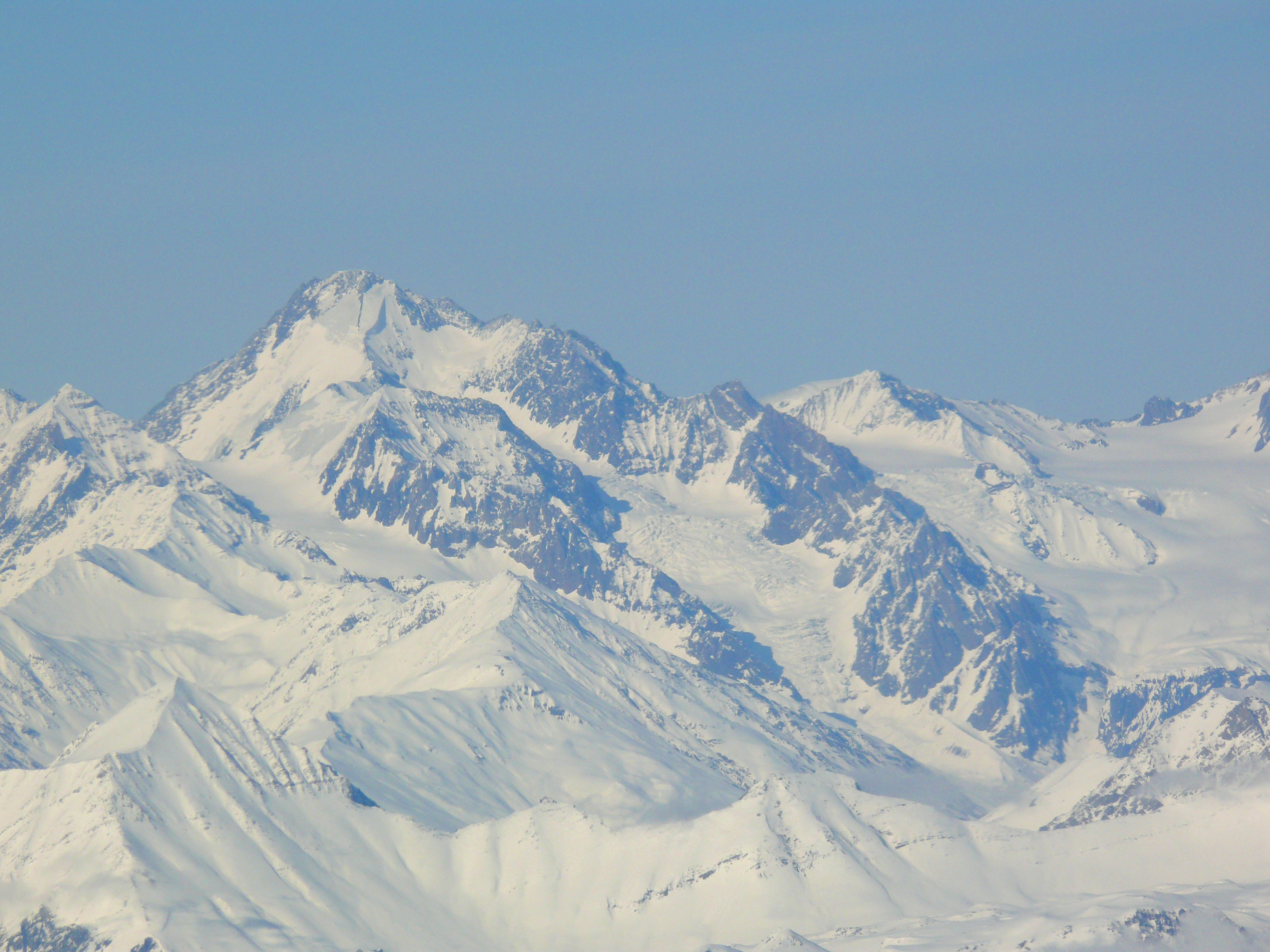

## Fordítás
- Ez a szócikk részben vagy egészben  a   Mount Kazbek című angol Wikipédia-szócikk fordításán alapul.  Az eredeti cikk szerkesztőit annak laptörténete sorolja fel. Ez a jelzés csupán a megfogalmazás eredetét és a szerzői jogokat jelzi, nem szolgál a cikkben szereplő információk forrásmegjelöléseként.